# Pedra Furada
Pedra Furada ist ein Ort und eine ehemalige Gemeinde (Freguesia) im nordportugiesischen Kreis Barcelos. Die Gemeinde hatte 400 Einwohner (Stand 30. Juni 2011).
Im Zuge der Gebietsreform am 29. September 2013 wurden die Gemeinden Pedra Furada, Gueral, Courel, Góios und Chorente zur neuen Gemeinde União das Freguesias de Chorente, Góios, Courel, Pedra Furada e Gueral zusammengefasst.